# Ferdinand von Lobkowitz (Politiker)

Ferdinand von Lobkowitz

Ferdinand von Lobkowitz, mit vollem Namen Prinz Maria Ferdinand Georg August Melchior von Lobkowitz, genannt Fede (* 26. Juni 1850 in Berschkowitz, Böhmen; † 22. April 1926 in Mailand) war ein böhmisch-österreichischer Politiker und der letzte Oberstlandmarschall Böhmens.

## Leben
Ferdinand war der Sohn von General Joseph Franz Karl von Lobkowitz (1803–1875) und heiratete 1883 in Wien Gräfin Ida Podstatzky-Lichtenstein (1865–1919), aus der Ehe gingen sechs Kinder hervor.
Ferdinand maturierte 1868 an einem Prager Gymnasium und studierte anschließend Rechtswissenschaften, die er mit der Promotion abschloss. 1871 absolvierte er seinen Militärdienst und entwickelte sich ab 1875, bei der Verwaltung seiner Güter, zum Agrarfachmann. Er war 1882–1884 Abgeordneter zum Reichsrat und 1892–1918 Mitglied des Herrenhauses. Außerdem war er seit 1883 für die konservativen Großgrundbesitzer Mitglied des böhmischen Landtags.
Am 28. August 1908 wurde er bis zur Auflösung des Landtags am 25. Juli 1913 der letzte Oberstlandmarschall des Königreichs Böhmen und damit Vorsitzender der böhmischen Regierung, des Landesausschusses. Wegen der Arbeitsunfähigkeit des Landtages und weil die Finanzen auf eine Katastrophe zutrieben, ließ Ministerpräsident Karl Stürgkh den Landtag auflösen und Lobkowitz absetzen, ohne Neuwahlen auszuschreiben. 1913 wurde er vom Kaiser zum Ritter des Ordens vom Goldenen Vlies ernannt.